# Stazione di Borgo San Lorenzo
La stazione di Borgo San Lorenzo è una stazione ferroviaria che serve la città di Borgo San Lorenzo della città metropolitana di Firenze.
La gestione degli impianti è affidata a Rete Ferroviaria Italiana (RFI) controllata del gruppo Ferrovie dello Stato.
È la prima stazione ferroviaria della città. L'altra stazione è Borgo San Lorenzo-Rimorelli in via Rimorelli.

## Storia
La stazione di Borgo San Lorenzo venne attivata l'8 aprile 1890 all'apertura del tronco da Firenze della ferrovia Faentina, completata in direzione di Marradi il 21 aprile 1893.
Il 30 giugno 1913, con l'apertura della linea per Pontassieve, divenne stazione di diramazione.
In seguito ai danni provocati dalla Seconda guerra mondiale, la ferrovia Faentina fu riattivata nel 1952, ma la tratta tra San Piero a Sieve e Borgo San Lorenzo fu chiusa nel 1971, per essere riaperta solo nel 1999.

## Caratteristiche
La stazione dispone di tre binari centrali più due binari tronchi situati uno ad est e l'altro a ovest della stazione.
Tutti i binari sono raggiungibili tramite sottopassaggio accessibile anche da disabili e persone che viaggiano con bagagli pesanti in quanto è presente un sistema di rampe alternativo alle scale.
Ad ogni binario è presente un display luminoso che consente di vedere la destinazione, fermate intermedie ed eventuali ritardi dei treni.
Il fabbricato viaggiatori è a due piani e molto grande anche se soltanto una parte del piano terra è destinato all'utilizzo da parte della clientela. All'interno è presente la sala di attesa e la biglietteria aperta dalle 6.20 alle 13.00. In alternativa alla biglietteria è presente una biglietteria self service funzionante 24 ore su 24 e un bar (sempre all'interno del fabbricato viaggiatori) rivenditore autorizzato da Trenitalia.
La stazione è un nodo centrale della linea Firenze – Faenza infatti si vengono a congiungere la Ferrovia Faentina e Ferrovia Pontassieve-Borgo San Lorenzo; entrambe queste linee sono a binario unico e non elettrificato. La stazione data la sua importanza è presidiata da personale ferroviario.
La stazione appartiene alla categoria silver di Rete Ferroviaria Italiana è il suo traffico passeggeri si attesta a 978 unità

## Servizi
La stazione dispone di:
- Biglietteria (sia sportello, aperta dalle 6:20 alle 13:00,[4] sia automatica, attiva 24/24h)
- Sottopassaggio
- Parcheggio di scambio
- Bar
- Servizi igienici
- Stazione accessibile ai disabili.
- Fermata autolinee Autolinee Mugello Valdisieve
- Sala di attesa

## Interscambi
La stazione dispone di un ampio parcheggio.
Per quanto riguarda il servizio pubblico, è presente una fermata delle Autolinee Mugello Valdisieve proprio davanti al fabbricato viaggiatori.